# 화북초등학교 (제주)
화북초등학교는 대한민국 제주특별자치도 제주시 화북1동에 있는 공립 초등학교이다.

## 학교 연혁
- 1919년 3월 5일 화북의숙 설립
- 1921년 3월 5일 화북학숙 설립
- 1926년 7월 9일 화북사립보통학교 인가
- 1926년 7월 15일 화북사립보통학교 개교
- 1943년 3월 8일 화북공립국민학교 인가
- 1949년 1월 11일 제주 4·3 사건으로 교사 전소
- 1949년 5월 10일 화북국민학교로 개칭
- 1996년 3월 1일 화북초등학교로 개칭
- 1999년 3월 1일 용화초등학교가 본교 본교 분교장으로 격하
- 2019년 2월 12일 병성유치원 제34회 졸업
- 2019년 2월 13일 제74회 졸업식(총, 2987명 졸업)
- 2019년 3월 1일 제26대 김태식 교장 부임
- 2019년 3월 1일 10학급편성(본교 4,입석3,용화3)
- 2021년 3월 5일 개교 100주년

## 참고 자료
- 화북초등학교 - 한국교육학술정보원 학교알리미